# KV21
KV21 es una tumba egipcia del Valle de los Reyes, necrópolis situada en la orilla oeste del Nilo, a la altura de la moderna ciudad de Luxor. Desconocemos el nombre del ocupante u ocupantes del lugar, aunque es muy posible que se tratase de dos reinas de mediados de la dinastía XVIII.

## Situación
KV21 está al sureste del uadi principal, en un lugar relativamente libre de tumbas importantes. Vecina de las tumbas número 27 y 28, las tumbas reales más próximas al lugar serían la KV20 y la KV43. Precisamente se ha datado la construcción y la utilización del sepulcro que nos ocupa en algún momento entre los reinados de los propietarios de las tumbas antes mencionadas, es decir, Hatshepsut y Thutmose IV. Otros enterramientos aún más cercanos son de personajes no reales, como los de KV19 y KV61.
La tumba número 21 del Valle de los Reyes presenta un diseño típico de un personaje perteneciente a la familia real de mediados de la dinastía XVIII. Que el lugar tenga varios pasillos y una cámara de importantes dimensiones descarta la idea de que sea la tumba de un noble, mientras que la ausencia de pozo funerario, de eje doblado y de decoración desmienten la idea de que allí fuera enterrado un monarca. Tallada con gran maestría en la piedra, la tumba consta de una escalera de entrada seguida de dos pasillos descendentes con otra escalera entre ambos. Seguidamente llegamos a la cámara sepulcral, de más de cincuenta metros cuadrados, con una columna en el medio y una pequeña cámara anexa.

## Excavación

Entrada KV21

El descubridor de la tumba fue Giovanni Battista Belzoni mientras trabajaba para Henry Salt, quien, en 1817, se sorprendió al ver que el sepulcro no había sufrido ningún daño a causa de las inundaciones, y que la estructura y la desnuda belleza se hallaban intactas después de tantos siglos. Durante la excavación de KV21 se hallaron varios escarabeos, fragmentos de vasos de cerámica y alabastro y, lo más importante, dos momias femeninas en la cámara sepulcral, sin caja y parcialmente envueltas en los vendajes.

Escaleras KV21

KV21 y sus momias no volverían a despertar el mínimo interés hasta mucho después, cuando Donald Ryan examinó el lugar en 1989. La situación había cambiado considerablemente desde los tiempos de Belzoni, y la tumba en un plazo de ciento cincuenta años había resultado más dañada que en los tres mil años anteriores. Las lluvias habían sembrado de escombros el lugar, y unos vándalos habían desmembrado a las momias. Por tanto, las labores de limpieza resultaron ser más costosas de lo esperado, y trajeron a la luz algunos objetos intrusos, llevados por la riada o por otras causas, fechados en los reinados de Ramsés VI y de antes de Amenhotep II. 

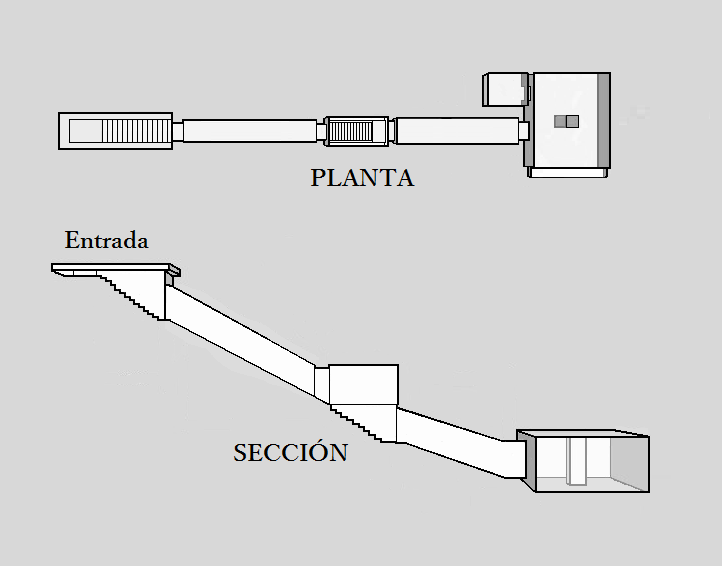
Plano KV21

Ryan hizo recomponer los dos cuerpos de KV21 y observó que aún mantenían un largo y bien conservado cabello natural. Sin embargo, el hecho más importante que rodea a ambas momias (que aún hoy siguen reposando en la tumba), y que da una pista sobre su identidad, es la posición de sus brazos: el brazo izquierdo doblado sobre el pecho, y el derecho a lo largo del costado, lo que nos indica que ambas mujeres eran reinas. Por tanto, las conclusiones de Ryan son fácilmente aceptables: KV21 era una tumba destinada a miembros de la familia real, que en este caso resultaron ser dos esposas del faraón, seguramente con el título de grandes esposas reales. Ahora bien, ¿quiénes son? El hecho de que la tumba esté datada entre los reinados de Hatshepsut y Thutmose IV hace demasiado grande el círculo como para poder tener candidatas serias, pero quizás pudiéramos estar ante los cuerpos de las dos grandes esposas reales de Thutmose IV, Nefertari e Iaret. Sea como fuere, estas mujeres con casi total probabilidad estuvieron casadas con Thutmose III, Amenhotep II o Thutmose IV.
Los análisis de ADN realizados en 2010 a las momias de Tutankamón y algunos de sus presuntos familiares permitieron descubrir que una de estas dos momias era la madre de las dos hijas del joven rey, nacidas muertas y enterradas en diminutos sarcófagos en la tumba de su padre. Por tanto, se trata de la reina Ankhesenamón y probablemente su acompañante sea una de sus hermanas o, incluso, su madre Nefertiti según el egiptólogo Zahi Hawass que inició en enero de 2016 nuevos análisis de ADN para demostrarlo.